# Kreishaus Bochum

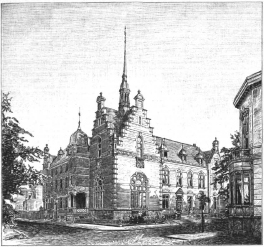
Holzstich von O. Ebel

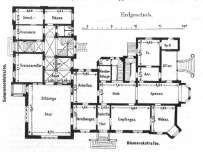
Grundriss des Erdgeschosses

Das Kreishaus Bochum war das Verwaltungsgebäude des Landkreises Bochum, das 1893–1894 in Bochum an der Einmündung der Scharnhorststraße (heute Moritz-Fiege-Straße) in die Bismarckstraße (heute Ostring) gebaut und im Zweiten Weltkrieg zerstört wurde.

## Geschichte
Der 1816 gebildete Kreis Bochum hatte bis zum Jahr 1892 bereits zwei wesentliche Flächenreduzierungen erfahren, die sich merklich in der Zahl seiner Bewohner auswirkte. So schied zunächst zum 1. Oktober 1876 der Stadtkreis Bochum aus dem Kreisverband aus. Es folgte zum 1. Juli 1885 die Herauslösung des nordwestlichen Teils, aus dem der neue Landkreis Gelsenkirchen gebildet wurde und die Südhälfte des Landkreises Bochum, die nun den Kreis Hattingen bildete. Mit diesen Auskreisungen war die Fläche des Landkreises Bochum auf etwa ein Viertel seiner ursprünglichen Fläche reduziert.:17 u. 43 f.
Trotzdem benötigte der Landkreis auf Grund der stark steigenden Einwohnerzahl ein neues Kreisverwaltungsgebäude, da der bislang genutzte Bau (Alleestraße 11, heute Willy-Brandt-Platz) nach Größe und Raumausstattung nicht mehr den Anforderungen entsprach.:52 Zum Erhalt von qualitativ hochwertigen Entwürfen wurde im Juni 1892 ein auf die Mitglieder des Architekten-Vereins zu Berlin (AVB) beschränkter Architektenwettbewerb für das neue Kreishaus in Bochum ausgeschrieben. 12 Entwürfe wurden dem Beurteilungsausschuss des AVB zur Bewertung vorgelegt. Die Preise wurden an Architekt W. Moessinger in Frankfurt am Main (1. Preis, 750 Mark), Regierungsbaumeister Emil Hoffmann in Berlin (2. Preis, 450 Mark) und Regierungsbaumeister Ernst Möller in Berlin (3. Preis, 300 Mark) vergeben. Die Ausarbeitungen von Regierungsbaumeister Heinrich Plange in Elberfeld und Regierungsbaumeister Lothar Schoenfelder in Berlin wurden zum Ankauf empfohlen.:52 Nach Einarbeitung kleinerer Modifikationen wurde der Entwurf Schoenfelders am 14. Dezember 1892 vom Kreistag unter Landrat Carl Spude genehmigt, und Schoenfelder erhielt den Auftrag zur Bauausführung. Zum  1. Juni 1894 konnte das neue Kreishaus bezogen werden.:54
Nachdem der Landkreis Bochum sich durch die Herauslösung der Stadt Witten (1899) und der Stadt Herne (1906) bereits weiter verkleinert hatte, führten Eingemeindungen seitens des Stadtkreises Bochum (1904) und schließlich die kommunalen Neuordnungen der Jahre 1926 und 1929 zu seiner Auflösung.:148 Danach wurde das Kreishaus von der Stadtbibliothek genutzt. Während des Zweiten Weltkriegs wurde das Gebäude zerstört, an gleicher Stelle entstanden einige Jahre später die Berufsfachschulen I und II, das heutige Technische Berufskolleg I und II.

## Architektur
Nach der Anzahl seiner Räume zählte das Kreishaus Bochum zu den größten, die in den 1880er und frühen 1890er Jahren in Preußen errichtet wurden.:52 Der in den Formen der Neorenaissance gehaltene, konkret nach Vorbildern der sogenannten „Deutschen Renaissance“ ausgeführte, vollunterkellerte Neubau bestand aus einem zweigeschossigen Flügel an der Bismarckstraße und einem dreigeschossigen an der Scharnhorststraße. Der dreigeschossige Trakt – von äußerlich schlichterer Architektur – nahm die Diensträume auf. Die drei in der Raumaufteilung nur gering variierenden Geschosse verfügten über Höhen von 4, 3,45 und 3,10 Meter. In dem 3 Meter hohen Kellergeschoss war neben der Heizungsanlage auch die Wohnung des Kreisboten untergebracht. Der Übergang zu dem zweigeschossigen Wohnflügel (mit darüber liegendem ausgebautem Dachgeschoss) war durch einen turmartigen Eckbau hergestellt, der insbesondere den über zwei Geschosse führenden Kreistagssitzungssaal aufnahm. Nach oben abgeschlossen wurde er mit einem Dachreiter.:53
Im Gegensatz zu der andernorts beliebten Trennung der landrätlichen Dienst- und Wohnräume auf einer Ebene, kam hier die augenscheinlich in Westdeutschland bevorzugte Gliederung in zwei Etagen zum Tragen. Dies ermöglichte die vorteilhafte geschossweise Aufteilung der Wohn- und Empfangsräume zum einen und der Kinder-, Schlaf- und Dienstmädchenzimmer zum anderen.:52 f. Lediglich im Erdgeschoss gab es Verbindungen zwischen den Flügeln, da dort sowohl der Sitzungssaal, als auch das Arbeitszimmer des Landrats lagen. Daher konnte der Wohnflügel abweichende Geschosshöhen erhalten, die im Erdgeschoss 4,65 und im Obergeschoss 4,30 Meter betrugen. Die Wohnung bestand – neben dem Bad – aus sechs Zimmern im Obergeschoss. Im Erdgeschoss befanden sich unter anderem das Esszimmer, das Empfangszimmer und das Wohnzimmer. In Verbindung mit dem Sitzungssaal bot das Erdgeschoss des Wohnflügels bei Veranstaltungen Raum für 70 bis 150 Personen. Die Dienstmädchenzimmer und der Trockenraum befanden sich im Dachgeschoss, weitere Dienstbotenarbeitsräume im Keller dieses Flügels. Trotz der etwas reicheren architektonischen Ausgestaltung des Wohnflügels konnte das Kreishaus für die auch seinerzeit insgesamt geringe Summe von 143.000 Mark errichtet werden, was pro m³ umbauten Raum 16,50 Mark entsprach.:54